# Кулусуннах
Кулусуннах (рос. Кулусуннах) — село Верхньовілюйського улусу, Республіки Саха Росії. Входить до складу Далирського наслегу.
Населення — 19 осіб (2010 рік).